# لوری اسمیت
لوری اسمیت (انگلیسی: Lawrie Smith؛ زادهٔ ۱۹ february ۱۹۵۶ (۶۹ سال)) ورزشکار اهل بریتانیا است.
وی در مسابقات کشوری و بین‌المللی در مجموع برندهٔ ۱ مدال برنز شده‌است.